# Verführung: Die grausame Frau
Pour les articles homonymes, voir La Vénus à la fourrure.
Pour plus de détails, voir Fiche technique et Distribution.
Verführung: Die grausame Frau est un film allemand réalisé par Elfi Mikesch et Monika Treut, sorti en 1985.

## Fiche technique
- Titre : Verführung: Die grausame Frau
- Titre anglophone : Seduction: The Cruel Woman
- Réalisation : Elfi Mikesch et Monika Treut
- Scénario : Elfi Mikesch et Monika Treut inspiré de La Vénus à la fourrure de Leopold von Sacher-Masoch
- Photographie : Elfi Mikesch, Monika Treut, Ulrike Zimmermann
- Montage : Renate Merck
- Musique : Marran Gosov
- Pays d'origine : Allemagne de l'Ouest
- Format : Couleurs - 1,85:1 - Dolby Digital - 35 mm
- Genre : Drame
- Durée : 84 minutes
- Date de sortie : 1985

## Distribution
- Mechthild Grossmann : Wanda
- Udo Kier : Gregor
- Sheila McLaughlin : Justine
- Carola Regnier : Caren
- Peter Weibel : Herr Maehrsch